# Jürgen Simon
Pour les articles homonymes, voir Simon.
Jürgen Simon (né le 10 janvier 1938 à Gera et mort le 26 octobre 2003 à Quirla) est un coureur cycliste allemand. Il a notamment été médaillé d'argent du tandem aux Jeux olympiques de 1960.

## Palmarès

### Jeux olympiques
- Rome 1960
  -  Médaillé d'argent du tandem

### Championnats nationaux
- Champion de RDA de vitesse en 1955, 1956, 1961
- Champion de RDA de l'américaine en 1954
- Champion de RDA de tandem en 1960, 1963